# Benjaminia fuscipennis
Benjaminia fuscipennis là một loài tò vò trong họ Ichneumonidae.